# Формула Маннинга
Уравнение Маннинга (или уравнение Гоклера — Маннинга) — эмпирическая зависимость скорости безнапорного потока в открытом русле от формы и размеров поперечного сечения и шероховатости стенок.
{\displaystyle V={\frac {1}{n}}R_{h}^{\frac {2}{3}}\cdot I^{\frac {1}{2}}~,}
где:
{\displaystyle V} — средняя скорость (м/с);
{\displaystyle n} — коэффициент шероховатости;
{\displaystyle R_{h}}— гидравлический радиус (м);
{\displaystyle I} — гидравлический уклон (м/м).
Гидравлический радиус вычисляется по формуле:
{\displaystyle R_{h}={\frac {A}{P}}~,}
где:
{\displaystyle A} — площадь поперечного сечения (м²);
{\displaystyle P} — смоченный периметр (м).
Впервые на зависимость между {\displaystyle V} и {\displaystyle R_{h}^{\frac {2}{3}}\cdot I^{\frac {1}{2}}} указал французский инженер П. Ж. Гоклер в 1868. Эту зависимость затем уточняли другие исследователи, в том числе ирландский инженер Р. Маннинг, в честь которого оказалась названа формула. В 2002 г. формула Маннинга, до того бывшая чисто эмпирической, была выведена теоретически аргентинцами Г. Джоя и Ф. А. Бомбарделли.